# Alexis Schwarzenbach
Alexis Schwarzenbach (* 1971 in Zürich) ist ein Schweizer Historiker, Kurator und Autor.

## Leben
Alexis Schwarzenbach absolvierte 1990 die Matura Typus A am Freien Gymnasium Zürich und studierte ab 1991 «Modern History» am Balliol College der Universität Oxford, das er 1994 mit dem Bachelor of Arts verliess. Anschliessend studierte er am Department History and Civilisation des Europäischen Hochschulinstituts in Florenz und promovierte dort 1997. Von 1998 bis 2000 arbeitete er als Lektor beim Scalo Verlag, von 2000 bis 2004 als Research Fellow in Oxford, Rom und Essen. Von 2004 bis 2009 war er als freier Autor und Kurator tätig. Von 2009 bis 2011 hatte Schwarzenbach eine Anstellung als Kurator beim Schweizerischen Nationalmuseum inne. 2012 wurde er Dozent, von 2015 bis 2021 war er Professor an der Hochschule Luzern – Design & Kunst. 2021 gründete er das Geschichtsstudio filanda della storia.
Er ist vor allem durch den Begleitband Auf der Schwelle des Fremden zur Ausstellung «Eine Frau zu sehen» bekanntgeworden, die er 2008 zum 100. Geburtstag seiner Grosstante Annemarie Schwarzenbach im Museum Strauhof in Zürich kuratierte. 2011 kuratierte er die Ausstellung «WWF. Eine Biografie» im Landesmuseum Zürich.
Schwarzenbach forscht zur Kulturgeschichte der Moderne mit Schwerpunkten auf der Design- und Unternehmensgeschichte.

## Werke

### Autorschaft
- Emil Schulthess: Fotografien 1950–1990. Limmat, Zürich 2013, ISBN 978-3-85791-709-7.
- Königliche Träume. Eine Kulturgeschichte der Monarchie von 1789 bis 1997. Collection Rolf Heyne, München 2012, ISBN 978-3-89910-459-2.
- WWF – Die Biografie. Collection Rolf Heyne, München 2011, ISBN 978-3-89910-491-2.[1]
- Auf der Schwelle des Fremden. Das Leben der Annemarie Schwarzenbach. Collection Rolf Heyne, München 2008, ISBN 978-3-89910-368-7.
- Das verschmähte Genie. Albert Einstein und die Schweiz. DVA, München 2005, ISBN 3-421-05853-9.
- «Die Geborene» – Renée Schwarzenbach-Wille und ihre Familie. Scheidegger & Spiess, Zürich 2004, ISBN 3-85881-161-0.

### Herausgeberschaft
- Annemarie Schwarzenbach: Eine Frau zu sehen. Kein & Aber, Zürich 2008, ISBN 978-3-03-695523-0 (Erstdruck aus dem Nachlass).
- Liebeserklärungen einer Reisenden, Feuilletons von Annemarie Schwarzenbach, 1933–1942. Kein & Aber, Zürich 2007, ISBN 3-03691192-8 (Hörbuch gelesen von Bibiana Beglau).
- Renée Schwarzenbach-Wille: Bilder mit Legenden. Scheidegger & Spiess, Zürich 2005, ISBN 3-85881-169-6 (Fotoband).
- Mit Jeff Rosenheim: Unclassified: A Walker Evans Anthology. The Metropolitan Museum of Art, New York & Scalo, Zürich, ISBN 3-908247-21-7.